# Lucilia elongata
Lucilia elongata är en tvåvingeart som beskrevs av Shannon 1924. Lucilia elongata ingår i släktet Lucilia och familjen spyflugor. Inga underarter finns listade i Catalogue of Life.